# Liste der Baudenkmäler in Dümpten
Die Liste der Baudenkmäler in Dümpten enthält die denkmalgeschützten Bauwerke auf dem Gebiet von Mülheim an der Ruhr-Dümpten, Stadtbezirk Rechtsruhr-Nord, in Nordrhein-Westfalen (Stand: 2. Mai 2021). Diese Baudenkmäler sind in der Denkmalliste der Stadt Mülheim an der Ruhr eingetragen; Grundlage für die Aufnahme ist das Denkmalschutzgesetz Nordrhein-Westfalen (DSchG NRW).

| Bild                            | Bezeichnung                     | Lage                          | Beschreibung                                              | Bauzeit         | Eingetragen seit  | Denkmal- nummer |
| ------------------------------- | ------------------------------- | ----------------------------- | --------------------------------------------------------- | --------------- | ----------------- | --------------- |
| Schule                          | Schule                          | Gathestraße 11 Karte          | Backsteingebäude mit gotisierenden Zierformen             | 1871            | 30. Oktober 1986  | 167             |
| Ehemaliges Postamt              | Ehemaliges Postamt              | Mellinghofer Straße 261 Karte |                                                           | 1896            | 28. Januar 1986   | 162             |
| Ehem. Bürgermeisteramt Dümpten  | Ehem. Bürgermeisteramt Dümpten  | Mellinghofer Straße 275 Karte |                                                           | Anfang 20. Jhd. | 3. November 1986  | 165             |
| Arbeiterhaus                    | Arbeiterhaus                    | Oberheidstraße 111 Karte      | Typisches Arbeiterhaus aus der Mitte des 19. Jahrhunderts | Mitte 19. Jhd.  | 19. Oktober 1987  | 273             |
| neugotische ev. Backsteinkirche | neugotische ev. Backsteinkirche | Oberheidstraße 229 Karte      |                                                           | 1892            | 30. November 1988 | 478             |
| Turnhalle                       | Turnhalle                       | Schildberg 43 Karte           |                                                           | 1920er Jahre    | 11. Januar 1989   | 479             |
| Fachwerkhaus                    | Fachwerkhaus                    | Schultenhofstraße 31a Karte   |                                                           | Um 1800         | 21. Februar 1989  | 542             |
| Fachwerkhaus                    | Fachwerkhaus                    | Wenderfeld 9 Karte            |                                                           | 1725            | 3. Oktober 1989   | 569             |
| Fachwerkhaus                    | Fachwerkhaus                    | Zehntweg 238 Karte            |                                                           | Um 1800         | 24. Februar 1989  | 483             |

- Karte mit allen Koordinaten:
- OSM |
- WikiMap